# Teatro Savoy (Gales)
El Teatro Savoy (en galés: Theatr y Savoy; en inglés: Savoy Theatre) es un teatro y cine en la calle Church, Monmouth, en un pueblo de unos 9.000 habitantes en el sureste de Gales en el Reino Unido. Se trata de un edificio catalogado de grado II, que fue renovado en 1928 en estilo tradicional, y es conocido por ser el sitio más antiguo para obras de teatro en Gales. Tiene una capacidad de 360 asientos y ahora está dirigido por una fundación benéfica. Es uno de los 24 edificios en el sendero patrimonial de Monmouth.